# 贝尔努维尔
贝尔努维尔（法語：Bernouville，法語發音：[bɛʁnuvil]）是法国厄尔省的一个市镇，属于莱桑德利区。

## 地理
贝尔努维尔（49°17'27"N, 1°41'35"E）面积6.12 平方千米，位于法国诺曼底大区厄尔省，该省份为法国北部内陆省份，北起滨海塞纳省，西接奧恩省和卡爾瓦多斯省，南至厄尔-卢瓦省，东临瓦兹省、瓦兹河谷省和伊夫林省。
与贝尔努维尔接壤的市镇（或旧市镇、城区）包括：贝聚-圣埃卢瓦、绍万库尔-普罗沃蒙、当居、埃特雷帕尼、诺夫勒圣马丹。

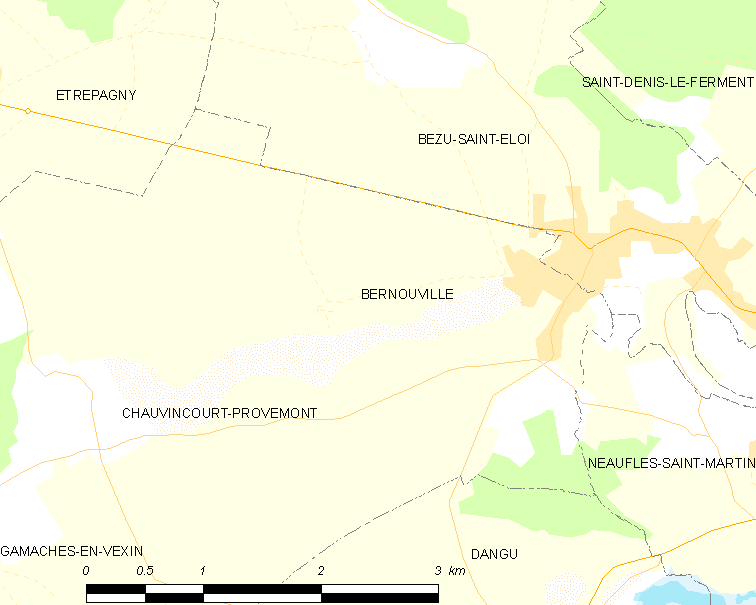
贝尔努维尔的OSM定位图

贝尔努维尔的时区为UTC+01:00、UTC+02:00（夏令时）。

## 行政
贝尔努维尔的邮政编码为27660，INSEE市镇编码为27059。

## 政治
贝尔努维尔所属的省级选区为日索尔县。

## 人口

1962-2008年间贝尔努维尔人口变化图示

贝尔努维尔于2022年1月1日时的人口数量为317人。